# Lumbrineris vanhoeffeni
Lumbrineris vanhoeffeni är en ringmaskart som beskrevs av Wilhelm Michaelsen 1898. Lumbrineris vanhoeffeni ingår i släktet Lumbrineris och familjen Lumbrineridae. Arten har ej påträffats i Sverige. Inga underarter finns listade i Catalogue of Life.